# Kostel Neposkvrněného početí Panny Marie (Brno-Trnitá)
Kostel Neposkvrněného početí Panny Marie je římskokatolický farní kostel při farnosti Neposkvrněného početí Panny Marie v Brně na katastrálním území Trnitá v Křenové ulici, postavený v letech 1910–1913 architektem Franzem Holikem v secesním slohu. Kostel je chráněn jako kulturní památka České republiky. 

## Historie

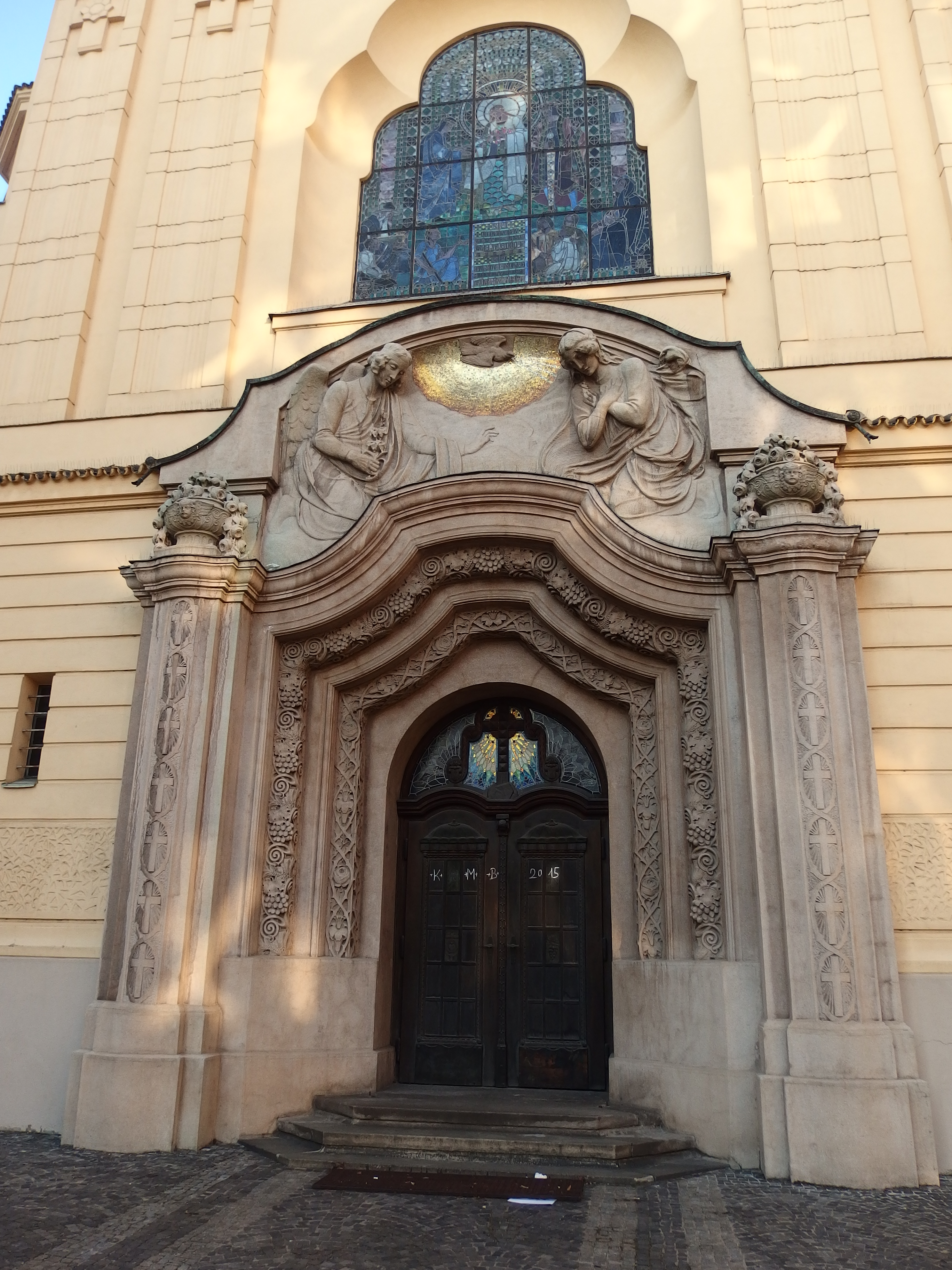
Vstupní portál

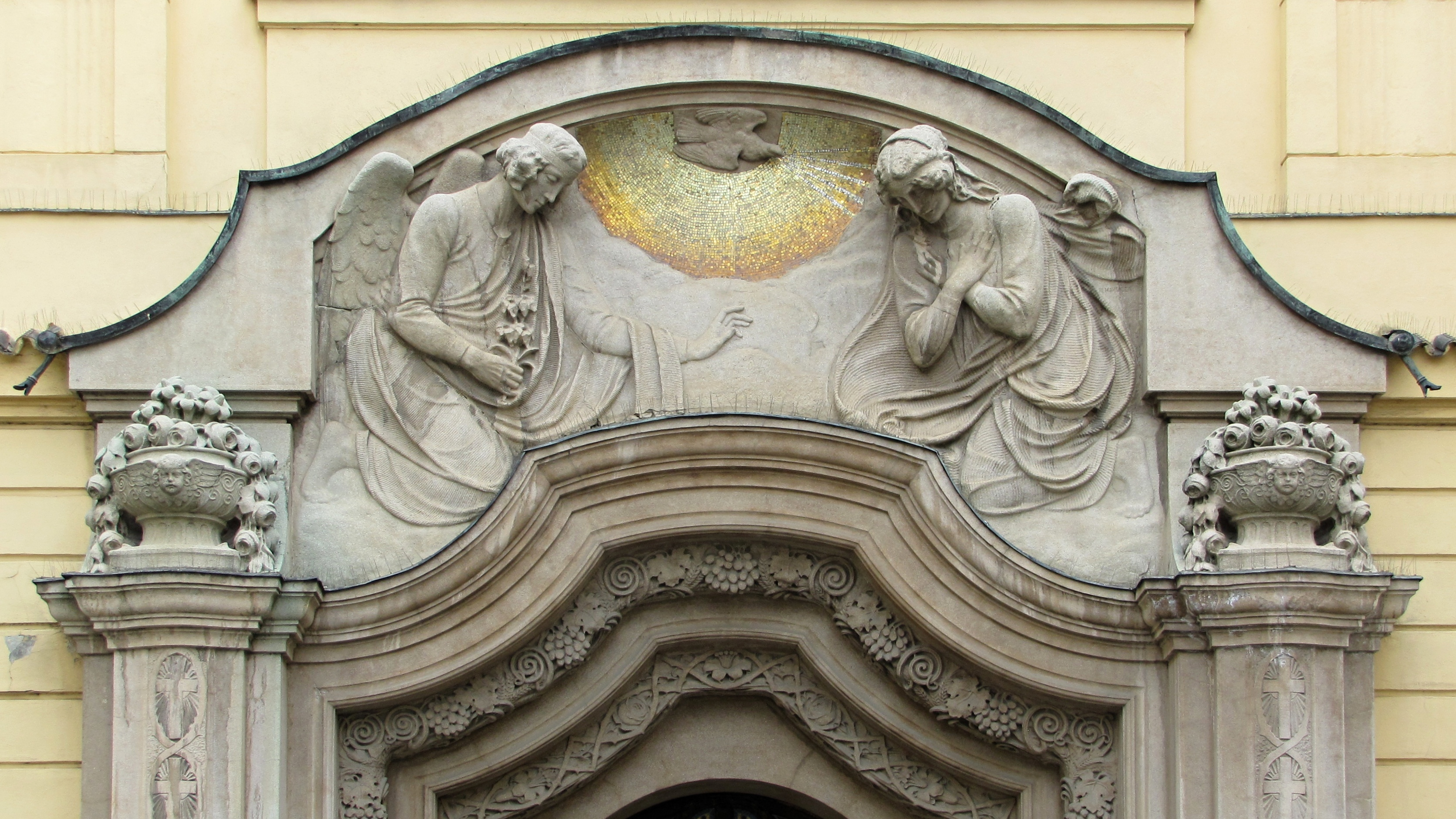
Detail portálu z umělého kamene s reliéfem Zvěstování Panny Marie a holubicí, symbolizující Ducha Svatého

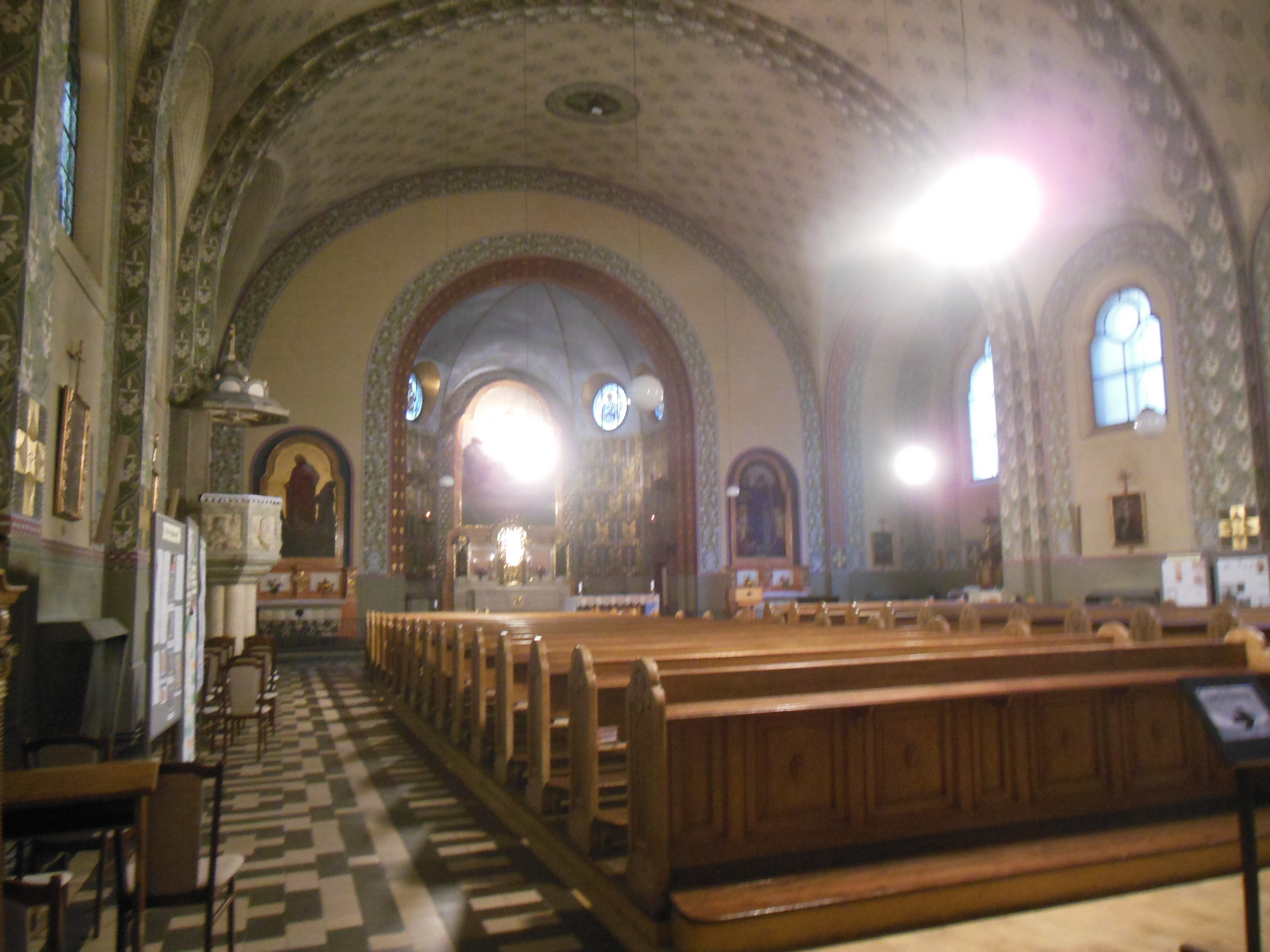
Hlavní loď

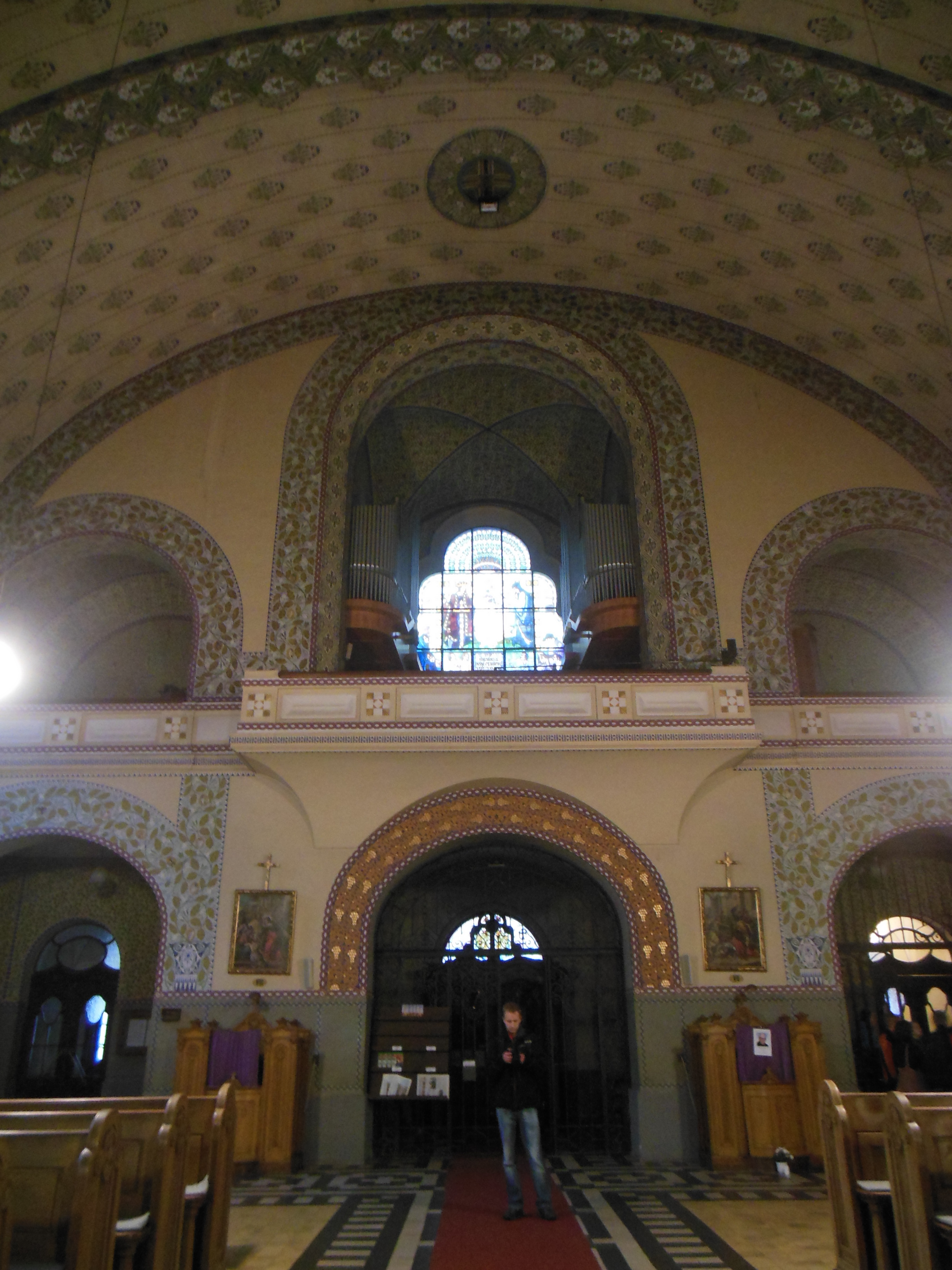
Interiér kostela

Původně na tomto místě stával špitál pro malomocné s kostelem sv. Štěpána. V roce 1382 markrabě Jošt daroval špitál městu. Roku 1782 byl špitál zrušen a kostel v roce 1908 zbořen. Do roku 1850 byla Křenová samostatnou osadou na předměstí Brna a do roku 1941 i samostatným katastrálním územím. Poté byla spojena s městskou částí Trnitá. V Brně se koncem 19. století rozvíjel průmysl a z venkova se do města i předměstí stěhovalo velké množství nových obyvatel, převážně katolíků. Pro zvýšené množství věřících už byly brněnské kostely kapacitně nedostačující. Také vzdálenost od centra města si vyžadovala budování nových kostelů na tehdejších periferiích.
Výstavbu nového kostela inicioval brněnský biskup Pavel Huyn jako připomínku 60. výročí panování císaře Františka Josefa I. v roce 1908. Kostel byl proto prohlášen za jubilejní. Pozemek darovalo město Brno. Základní kámen byl posvěcen 18. srpna 1910 v den panovníkových 80. narozenin. Pro financování stavby založil biskup v brněnské diecézi Jednotu pro stavbu katolických kostelů. V roce 1906 byl zadán projekt kostela Franzi Holikovi (1874–1943), žáku Otto Wagnera. V letech 1905–1935 byl Holik brněnským městským architektem a tento kostel je jeho nejvýznamnějším projektem. Návrhů bylo více a jsou uloženy ve farním archivu. Stavbu vedl stavitel Josef Müller a stavební dohled vykonával inženýr Emanuel Straka. Franz Holik navrhl kostel včetně detailů vnitřní výzdoby a vybavení a také faru a školu v sousedství. Pro nestabilní podloží na místě dřívějších bažin jsou základy na železobetonových pilotech. Na klenbu hlavní lodi byl použit litý beton a pro střešní krov ocelová konstrukce. V roce 1913 byla stavba hotova.
18. ledna 1914 kostel vysvětil biskup Pavel Huyn a slavnosti se účastnil mimo jiné rakouský arcivévoda Bedřich Rakousko-Těšínský s manželkou Alžbětou. Po skončení mše byli architekt Franz Holik a inženýr Emanuel Straka v sakristii odměněni záslužným zlatým křížem s korunou. O dva dny později biskup Huyn přenesl farní správu z kostela sv. Maří Magdalény a kostel na Křenové se stal farním chrámem. Vnitřní vybavení kostela a jeho výzdoba byla doplňována v letech 1912–1915, takže v den svěcení ještě chyběly lavice, zpovědnice, obrazy bočních oltářů apod.

## Popis kostela
Věž kostela je vysoká 60 metrů. Zakrývá ji trojdílná helma s měděným plechem. Dva ocelové zvony do věže věnoval brněnský majitel slévárny Heinrich Storek (1862–1918). Do kostela vstupujeme třemi vchody se třemi předsíněmi a nad nimi se nachází trojdílný kůr. Hlavní vchod zdobí portál z umělého kamene s reliéfem zvěstování Panny Marie a holubicí, symbolizující Ducha Svatého. Dveře lemují ornamenty s motivy vinné révy, lilií a růží. Šikmo nad dvěma postranními vchody jsou znázorněny sochy andělů, kteří drží latinské nápisy a připomínají dokončení a vysvěcení kostela.
Kostel má půdorys latinského kříže, na kněžiště na severní straně navazuje kaple a sakristie, která byla v roce 1970 rozšířena. Secesní lavice a zpovědnice byly navrženy také architektem Holikem. Křížová cesta pochází z roku 1924. Na dnes již nepoužívané kazatelně v levé části hlavní lodě jsou zobrazeny reliéfy čtyř evangelistů a nad nimi holubice symbolizující Ducha Svatého. Na protější straně lodi stojí osmiboká křtitelnice z bílého kamene. Tepané víko ve tvaru polokoule vytvořil umělecký kovář Rudolf Opluštil. Na víku bývala kovová soška Jana Křtitele, ale v 90. letech 20. století byla odcizena. Křtitelnici zdobí čtyři reliéfy církevních otců – sv. Řehoře, sv. Augustina, sv. Ambrože a sv. Jeronýma a další motivy. Kněžiště a hlavní loď odděluje kovaná mříž, opět s motivy vinné révy a růží. Podlahu presbytáře zdobí barevný znak biskupa Huyna z umělého kamene. Josef Hollas doplnil kněžiště zavěšenými tepanými lampami na ozdobných konzolách pro věčné světlo.
Rozsáhlá oprava kostela s restaurátorskými pracemi probíhala v letech 1967–1983. V roce 1968 byl po liturgické reformě Druhého vatikánského koncilu pořízen nový obětní stůl podle návrhu architekta a sochaře Ludvíka Kolka.

### Oltáře
Hlavní oltář z bílého a umělého růžového mramoru kostelu věnovali arcivévoda Bedřich Rakousko-Těšínský s manželkou Alžbětou. Po stranách stojí bronzové sochy jejich patronů – sv. Bedřicha a sv. Alžběty Durynské od brněnského sochaře Carla Wolleka (1862–1936), který žil od roku 1896 ve Vídni. Na oltářním obraze od brněnského malíře Johanna Friedricha Wachy se patroni Brna sv. Petr a Pavel modlí k Panně Marii (Immaculata), která stojí na zeměkouli a hadovi. Ve spodní části namaloval autor vedutu města. Nad svatostánkem je oblouk s tepanými a pozlacenými ozdobami, které zhotovili cizelér Josef Hollas a pozlacovač Jan Hysan.
Obraz levého bočního oltáře zhotovil Johann Wacha. Byl namalován v průběhu první světové války pod dojmem válečných útrap a zobrazuje Nejsvětější Srdce Ježíšovo. Matka a invalidní voják hledí ke Kristovu Srdci, které má těšit zarmoucené. Pravý boční oltář s obrazem sv. Josefa namaloval a daroval Eduard Csank (1874–1932). V pravé příční lodi oltář sv. Kříže není součástí původního vybavení a poněkud narušuje jednotný secesní styl kostela. Pochází z kaple svatého Kříže Psychiatrické nemocnice v Černovicích, která spadá pod správu farnosti kostela na Křenové.

### Vitráže

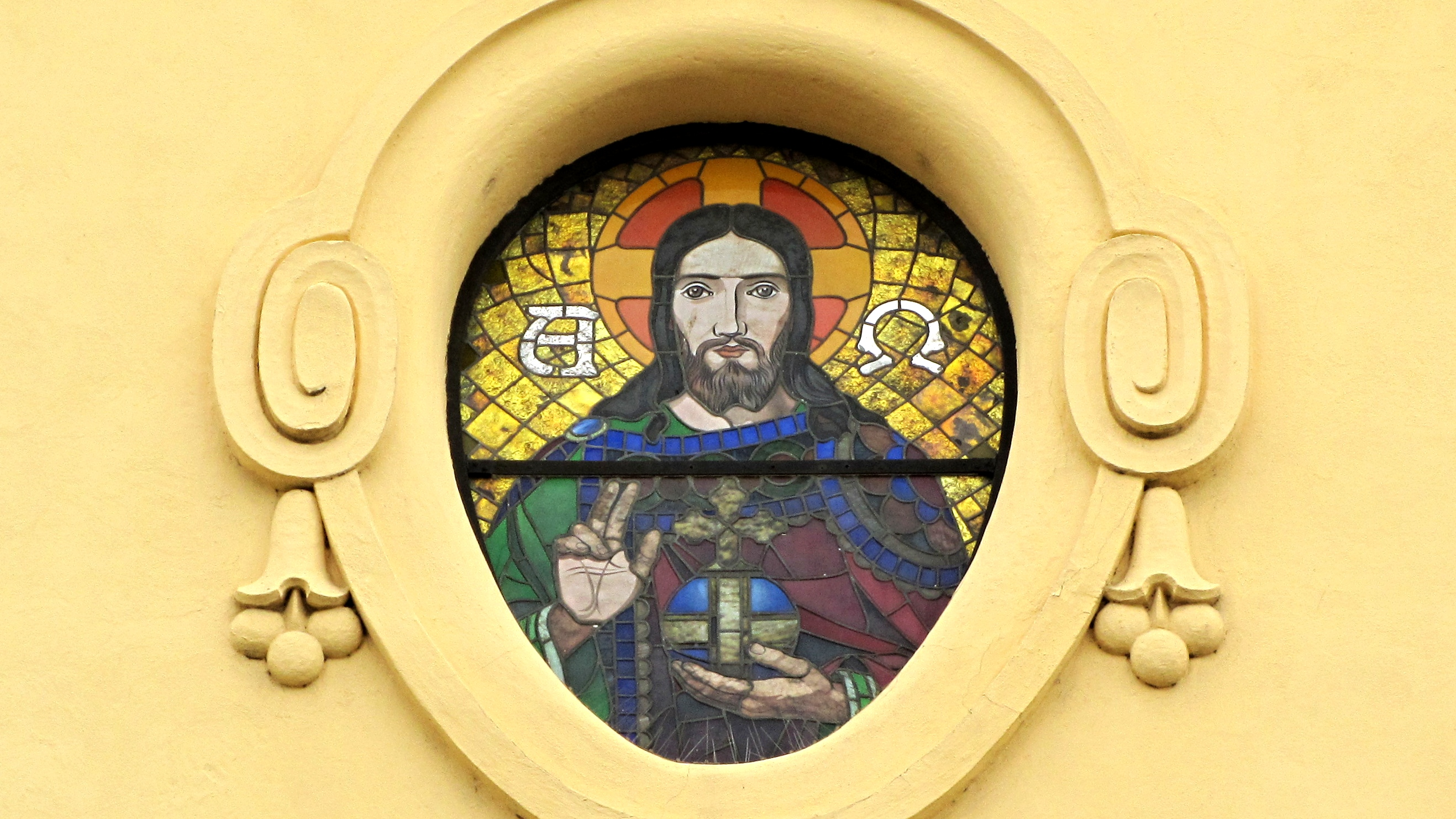
Vitráž Krista Krále

Vitráž ve velkém průčelním okně zobrazuje Alžbětu Durynskou rozdávající almužnu chudým. Ve spodní části umístil autor nápis: 1912 – Věnováno od první moravské spořitelny v Brně. Ještě výše se nachází menší okno zobrazující Krista Krále. V hlavní a příční lodi jsou vitráže pouze na levé západní straně. Znázorňují sv. Aloise, sv. Mikuláše, sv. Jana Nepomuckého a neznámého biskupa s nemocným. V příční lodi se nalézá velká vitráž zachycující boje se Švédy v roce 1645, brněnské paladium (milostný obraz Panny Marie Svatotomské) a rektora jezuitské koleje Martina Středu. Po stranách stojí sv. Šimon a sv. Jakub.
V kněžišti jsou čtyři oválná okna. Ta byla za druhé světové války zničena, a po válce obnovena s podobiznami sv. Filomény, sv. Jana Křtitele, sv. Jana Bosca a sv. Jana Vianneye. Okenní vitráž v kapli zobrazuje zasnoubení Panny Marie se sv. Josefem a nahrazuje retabulum. Okna na pravé straně chrámové lodi byla rovněž zničena tlakovou vlnou při bombardování Brna a později nahrazena čirým sklem. V pravé předsíni je torzo vitráže doplněné obyčejným sklem. Všechny vitráže zhotovil brněnský závod Evžena Škardy na návrh malíře Jaroslava Malého (* 1886).

### Výmalba
Nástěnnou secesní malbu interiéru na návrh vídeňského malíře Hanse Kalmsteinera provedl temperovými barvami František Kolbábek z Náměště nad Oslavou. Celý strop i stěny pokrývá souvislá barevná ornamentální malba s mariánským motivem lilie jako symbolem čistoty. Na obloucích jsou potom motivy růží a ptáčků a na oblouku mezi hlavní lodí a kněžištěm zase zlacená vinná réva. Na stěnách kůru je vymalována rostlina s barevnými motýly a brouky.

### Betlém
Betlém se nachází v době vánoční mezi vchody do kostela. Byl vytvořen krátce po výstavbě chrámu, figury jsou veliké přibližně 30 centimetrů.

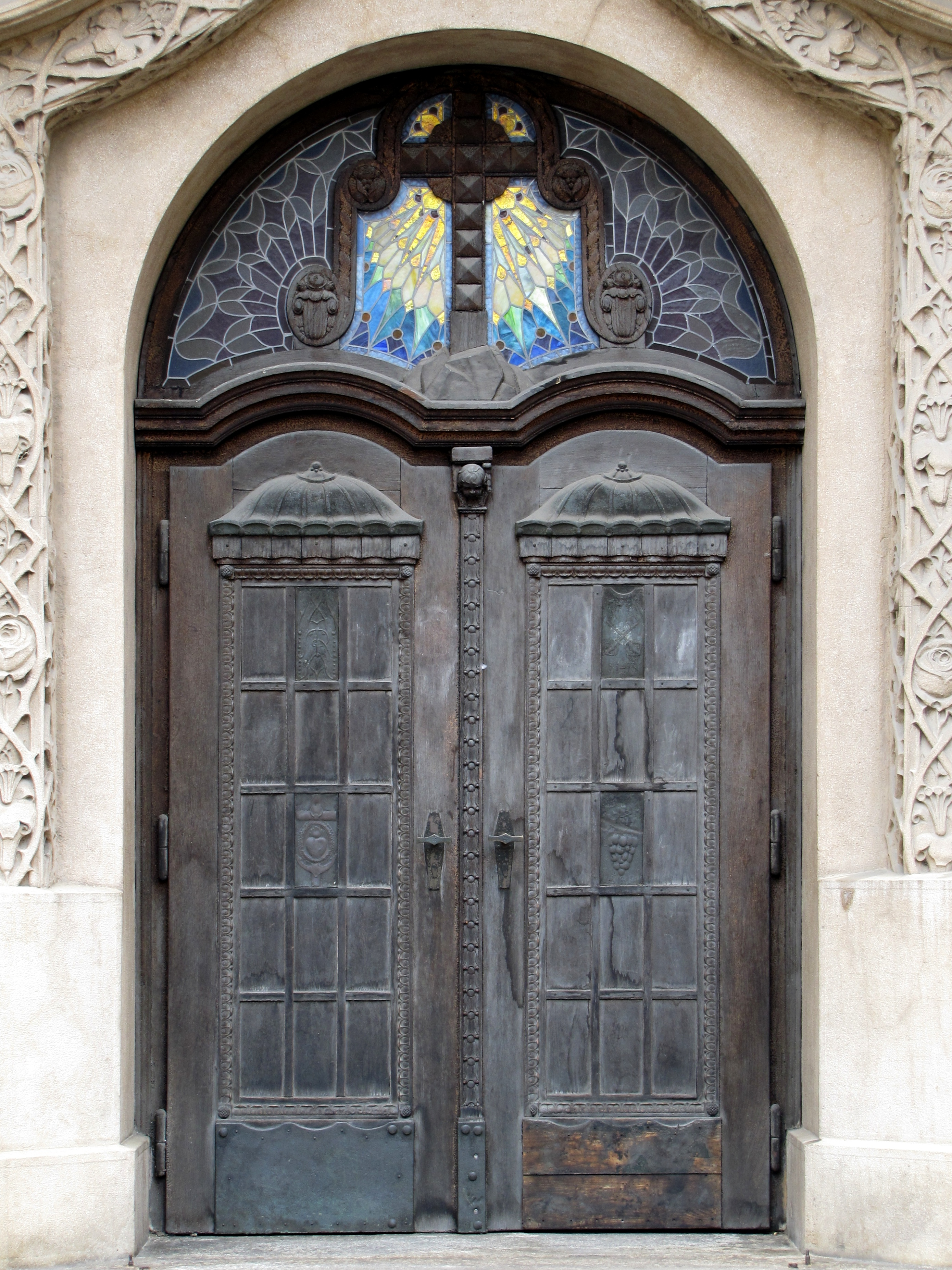
Secesní dveře
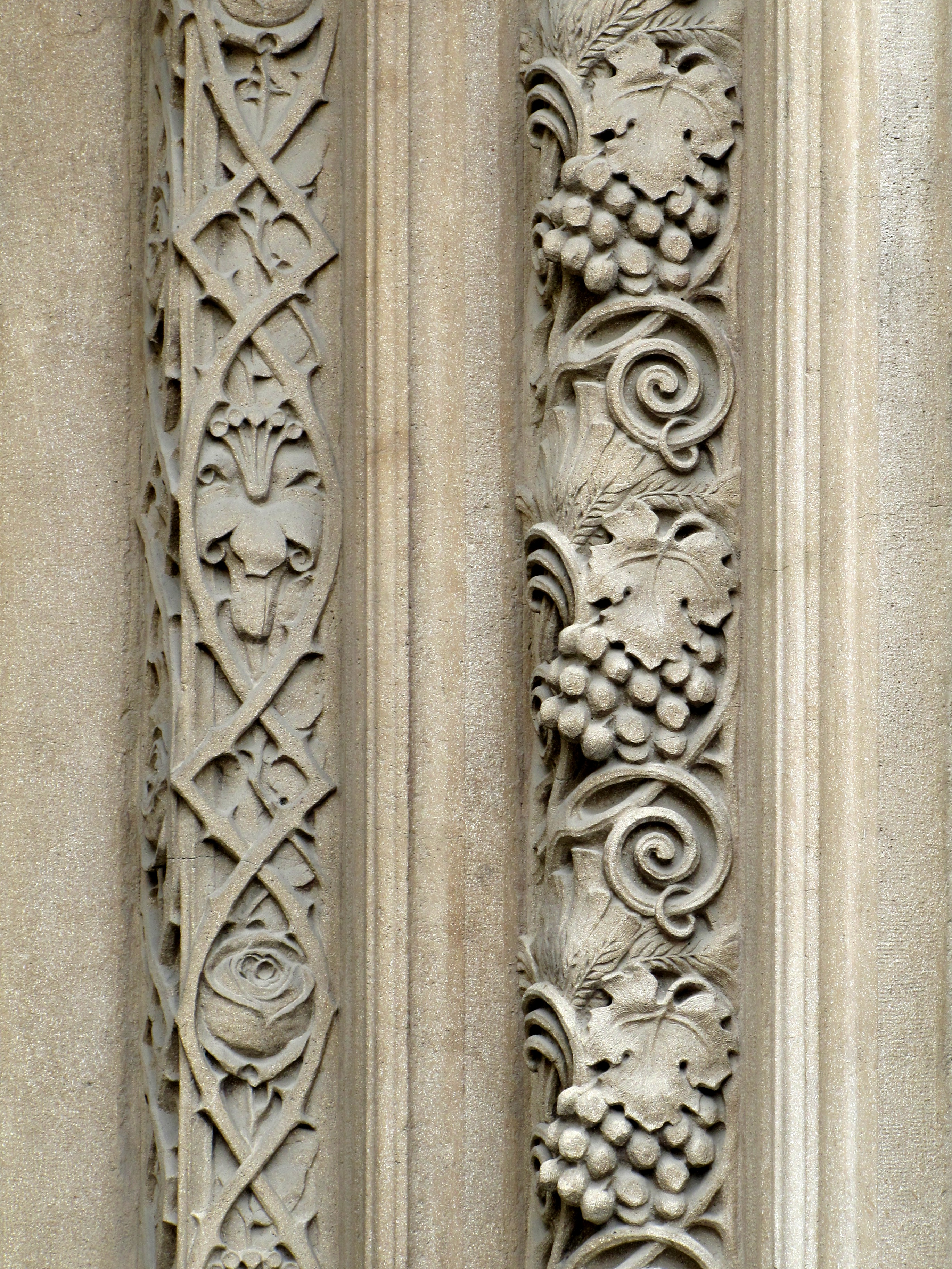
Detail výzdoby portálu – ornamenty s motivy vinné révy, lilií a růží
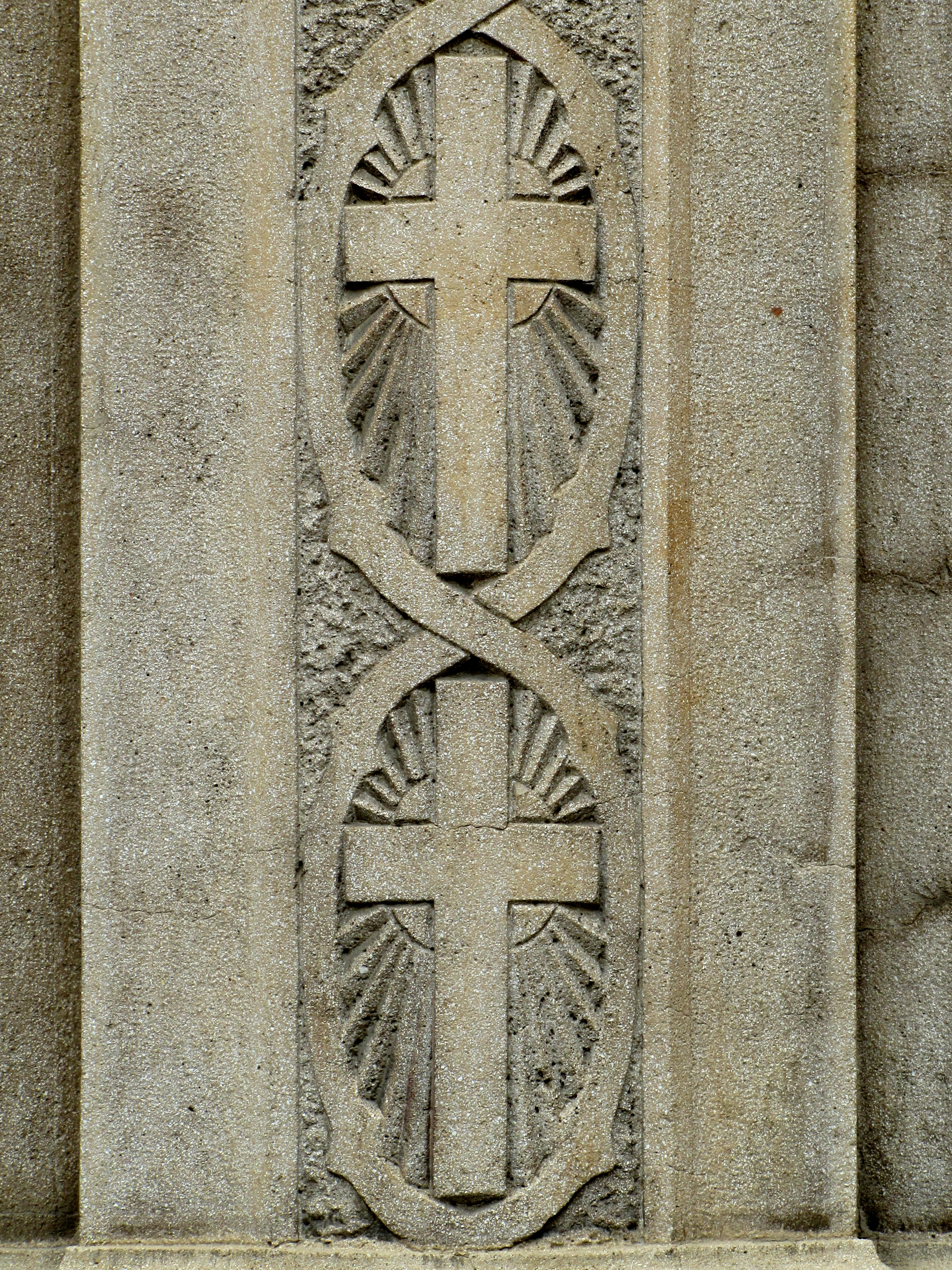
Detail vstupního portálu
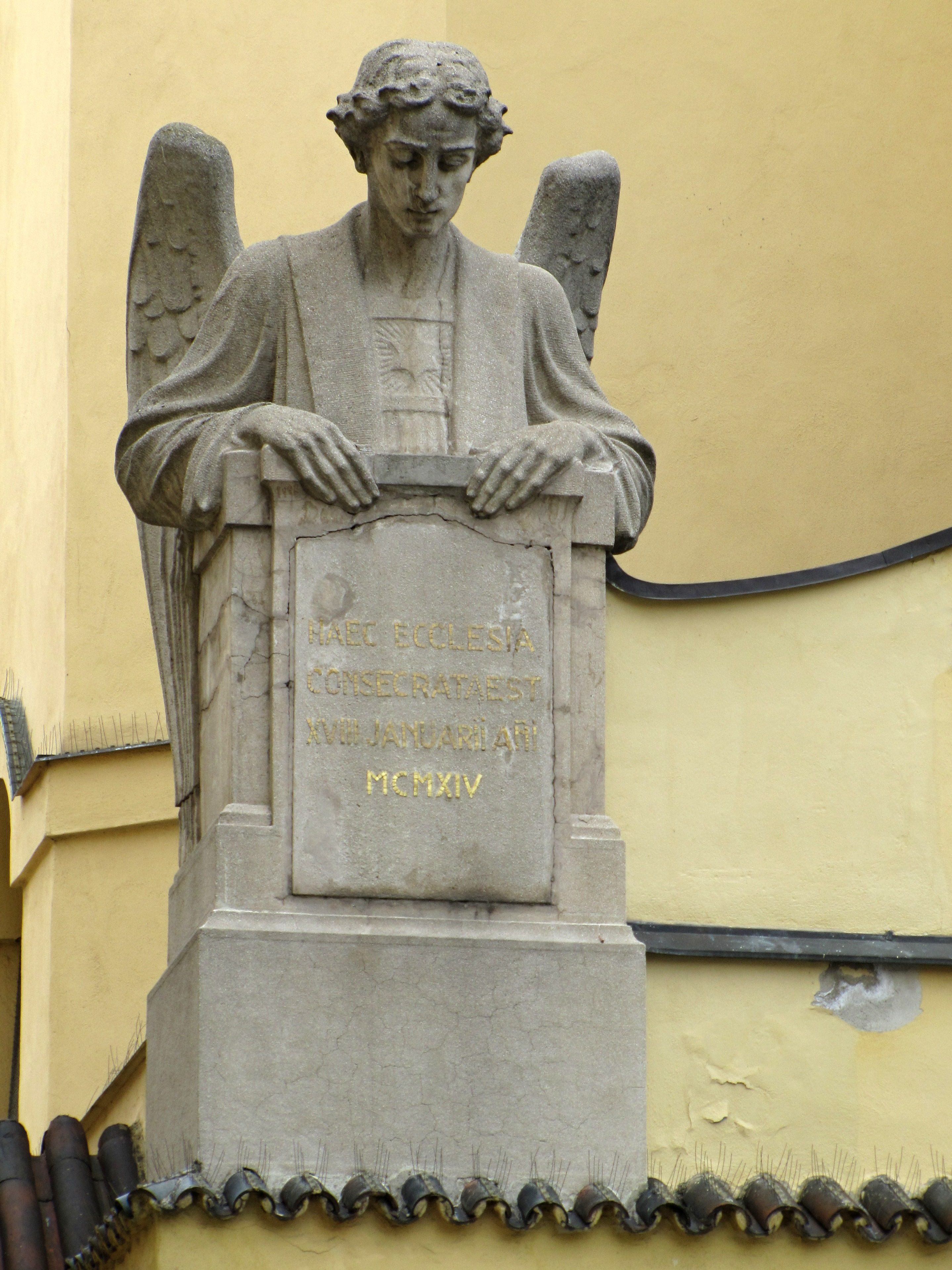
Anděl s deskou připomínající datum vysvěcení kostela – 17. ledna 1914
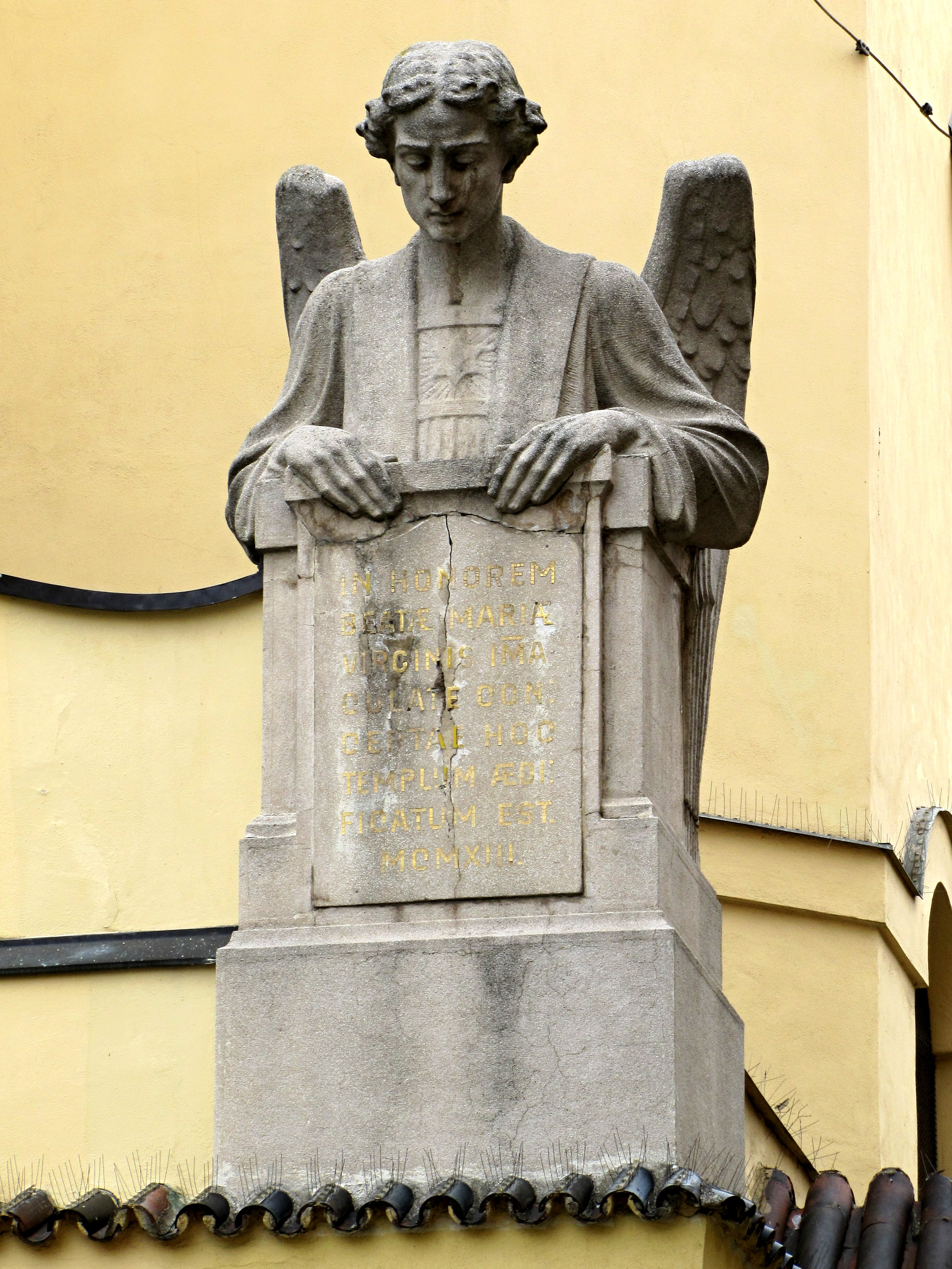
Anděl s deskou připomínající rok výstavby kostela – 1913